# Karl-Heinz-Zillmer-Verlegerpreis
Der Karl-Heinz-Zillmer-Verlegerpreis (Originalschreibweise: Karl-Heinz Zillmer-Verlegerpreis a, auch K.-H. Zillmer-Verlegerpreis a) ehrt alle zwei Jahre Menschen aus dem literarischen Leben, die sich durch besonders mutige und weitreichende Entscheidungen und großen persönlichen Einsatz um die Literatur verdient gemacht haben.
Stifter des Preises ist der 2013 verstorbene Hamburger Diplom-Ingenieur Karl-Heinz Zillmer. Vergeben wird er von der 1994 gegründeten Karl-Heinz Zillmer-Stiftung a unter dem Dach der Hamburgischen Kulturstiftung.

## Vergabe und Dotierung
Über die Preisvergabe entscheidet eine sechsköpfige Jury aus Vertretern von Buchhandel, Autoren, Verlagen, Kulturmanagement, des Literaturhauses Hamburg und der Behörde für Kultur und Medien (Stand: 2020). Im Jahr 2020 wurde die Dotierung von zuvor 10.000 Euro auf 20.000 Euro erhöht.

## Preisträger
- 1994: Katharina Wagenbach-Wolff – Friedenauer Presse
- 1996: Josef Kleinheinrich – Kleinheinrich Verlag
- 1998: Johann P. Tammen – die horen
- 2000: Stefan Weidle – Weidle Verlag
- 2002: Urs Engeler – Urs Engeler Verlag
- 2004: Ulrich Keicher – Verlag Ulrich Keicher
- 2006: Michael Zöllner – Tropen Verlag
- 2008: Jürgen Christian Kill – Liebeskind Verlag
- 2010: Heinrich von Berenberg – Berenberg Verlag
- 2012: Andreas Rötzer – Matthes & Seitz
- 2015: Daniel Beskos und Peter Reichenbach – mairisch Verlag
- 2016: Jörg Sundermeier – Verbrecher Verlag
- 2018: Katharina Bünger, Katharina Florian, Franziska Otto, Katharina Picandet und Klaus Voß – Edition Nautilus
- 2020: Dirk Rehm – Verlag Reprodukt b
- 2022: Leif Greinus – Verlag Voland & Quist
- 2024: Zoë Beck und Jan Karsten – CulturBooks Verlag[2]